# Grinner Straße
De Grinner Straße (L252) is een 3,13 kilometer lange Landesstraße (lokale weg) in het district Landeck in de Oostenrijkse deelstaat Tirol. De straat is een zijweg van de Tiroler Straße (B171) en begint in het dorpje Bruggen gelegen aan de rand van de gemeente Landeck. Vlak na de afsplitsing van de Tiroler Straße splitst zich de Stanzer Straße (L253) van de Grinner Straße af. Die weg voert in de richting van Stanz bij Landeck (1038 m.ü.A.). De Grinner Straße loopt vervolgens in westelijke richting naar Grins (1006 m.ü.A.)., Het beheer van de straat valt onder de Straßenmeisterei Landeck/Zams.
In de deelstaatswet van 12 november 1997 is het straatverloop van de Grinner Straße officieel vastgelegd als Stanz bei Landeck/Köterbach (B 171 Tiroler Straße) – Grins/Innerdorf (Haus Nr. 57). De weg is in beide richtingen verboden toegang voor autobussen langer dan twaalf meter.